# Claudia Toet
Claudia Toet é uma política de Santo Eustáquio que é a actual vice- comissária do governo do país constituinte.

## Biografia
Toet nasceu em Haia, na Holanda continental, onde passou a infância. Ela trabalhou por dez anos para o município de Roterdão em questões como jovens em risco, impostos municipais e aplicação da lei.
Em Santo Eustáquio, ela trabalhou primeiro como consultora do Comissário do Governo e como gerente de projectos no Ministério do Interior e Relações do Reino. A 18 de junho de 2021, o Conselho de Ministros holandês aprovou a recomendação do secretário de Estado para o Interior Raymond Knops e nomeou Toet como vice-comissária do governo de Santo Eustáquio ao lado da comissária do governo Alida Francis. Ela assumiu o cargo a 22 de junho e foi empossada por Raymond Knops numa cerimónia especial realizada por videoconferência.

## Carreira
Em 2021, a Toet escreveu o prefácio do Statian Nutrition Recipe Booklet, um livro de receitas patrocinado pelo governo que fornece informações sobre hábitos alimentares mais saudáveis e sustentáveis e incentiva o consumo de produtos locais em vez de importações.
A 2 de março de 2022, Toet e Francis reuniram-se com membros do Comité Permanente para Relações do Reino do Senado do Parlamento Holandês. O grupo discutiu soluções para a pobreza e o regresso à democracia local.